# Rivetinini
Rivetinini — триба богомолів, одна з двох триб підродини Rivetininae у складі родини Rivetinidae. Об'єднує понад 40 видів, об'єднаних у 7 родів.
- Bolivaria Stal, 1877 - 3 види
- Geomantis Pantel, 1896 - 2 види
- Microthespis Werner, 1908 - 3 види
- Pararivetina Beier, 1930
- Rivetina Berland & Chopard, 1922 - 33 види
- Rivetinula La Greca, 1977
- Teddia Burr, 1899

## Таксономічна історія
До 2019 року розглядалася як одна з двох триб підродини Miomantinae родини Mantidae. 
На відміну від родини та більшості її традиційих підгруп, триба Rivetinini вважалася монофілетичною.
До триби належало 17 родів:
- Bolivaria Stal, 1877
- Carvilia Stal, 1877
- Deiphobe Stal, 1877
- Deiphobella Giglio-Tos, 1916
- Eremoplana Stal, 1871
- Euchomena Saussure, 1870
- Geomantis Pantel, 1896
- Geothespis Giglio-Tos, 1916
- Gretella Werner, 1923
- Indothespis Werner, 1935
- Ischnomantis Stal, 1871
- Microthespis Werner, 1908
- Pararivetina Beier, 1930
- Rivetina Berland & Chopard, 1922
- Rivetinula La Greca, 1977
- Solygia Stal, 1877
- Teddia Burr, 1899

У 2019 році була запропонована нова система класифікації богомолів, у якій статус групи піднято до окремої родини Rivetinidae, а в складі триби залишено тільки 7 родів: